# 9 de octubre
Para el club deportivo ecuatoriano, véase 9 de Octubre Fútbol Club.
El 9 de octubre es el 282.º (ducentésimo octogésimo segundo) día del año —el 283.º (ducentésimo octogésimo tercero) en los años bisiestos— en el calendario gregoriano. Quedan 83 días para finalizar el año.

## Acontecimientos
- 28 a. C.: consagración del templo de Apolo Palatino en Roma, inspirado en el modelo alejandrino. Institución de la biblioteca del Templo de Apolo Palatino.
- 768: Carlomán I y Carlomagno son coronados reyes de los francos.
- 1238: en la ciudad de Valencia, se celebra la primera misa cristiana en esa región, un día después de que el monarca Jaime I de Aragón entrase en ésta, y también San Dionisio el santo de los enamorados en la Comunidad Valenciana.
- 1264: el Reino de Castilla ―en el periodo conocido como la Reconquista― reconquista la entonces ciudad musulmana de Sherish y la rebautiza Xerez (posteriormente conocida como Jerez de la Frontera).[1]
- 1446: en Corea, se publica y presenta por primera vez ante la corte real, el alfabeto coreano que sustituye a los ideogramas chinos.
- 1547: Miguel de Cervantes, nacido probablemente el 29 de septiembre, es bautizado 1557: en los Andes venezolanos, el capitán Diego García de Paredes funda la aldea de Trujillo.
- 1558: se funda en los Andes venezolanos la ciudad de Mérida por el capitán Juan Rodríguez Suárez.
- 1582: en España, Italia, Polonia y Portugal, se saltea este día ―entre el jueves 4 de octubre de 1582 y el viernes 15 de octubre― debido a la implementación del calendario gregoriano.
- 1604: se observa la SN 1604, la supernova más reciente que se observa en la Vía Láctea.
- 1701: en Old Saybrook (Connecticut) se funda la Collegiate School of Connecticut (posteriormente llamada Universidad de Yale).
- 1708: Pedro el Grande derrota a los suecos en la batalla de Lesnaya.
- 1740: los colonos neerlandeses y varios grupos de esclavos comienzan la masacre de Batavia, matando finalmente a 10 000 personas de origen chino.
- 1743: en Chile se funda la villa de Curicó.
- 1762: a unos 20 km al sur de la actual Ciudad de Guatemala, una inundación destruye la localidad de Petapa (que contaba con más de cinco mil habitantes).[2]
- 1820: Guayaquil (Ecuador) declara su independencia del Imperio español.
- 1824: la esclavitud es abolida en Costa Rica.
- 1861: durante la guerra civil estadounidense, se libra la batalla de la isla de Santa Rosa, en el que las tropas de la Unión rechazan un intento confederado de capturar Fort Pickens.
- 1874: en Berna (Suiza) se celebra el Convenio Internacional de Berna, conocido como Unión Postal Universal.
- 1882: en la provincia de Pinar del Río (Cuba) un huracán arrasa la región por tercer y último día.
- 1883: en El Salvador se funda el primer Museo Nacional en la historia de ese país centroamericano.
- 1890: Clément Ader hace volar el primer avión de la historia, el Éole.
- 1907: El Imperio del Japón en su política de control colonial sobre Joseon -hoy Corea- le quita el control de la fuerza policial al gobierno local

- 1919: en España se implanta la jornada laboral de ocho horas.
- 1931: en Sevilla (España) se producen los Sucesos de Gilena.
- 1932: en la Unión Soviética, Stalin expulsa del Partido Comunista a Kamenev y Zinoviev.
- 1934: en Marsella (Francia) es asesinado el rey Alejandro I de Yugoslavia por el terrorista búlgaro Vlado Chernozemski. En el atentado muere también el ministro francés Louis Barthou.
- 1934: en Turón (España), en el marco de la Revolución de Asturias, a la 1:00 de la madrugada un piquete revolucionario fusila a ocho religiosos católicos, colaboradores del golpismo franquista que estaba por venir.
- 1941: en Estados Unidos, el presidente Franklin D. Roosevelt autoriza el desarrollo de la bomba atómica.
- 1943: En el marco de la Segunda Guerra Mundial, la ciudad alemana de Anklam es bombardeada por una formación aérea que ocupaba diez kilómetros de largo, causando 400 colaboradores civiles del nazismo dados de baja y la destrucción del 80% de las industrias aeronáuticas Arado Flugzeugwerke, junto con parte del casco antiguo.[3]
- 1944: En Venezuela, se funda el Instituto Venezolano de los Seguros Sociales
- 1945: se decreta el indulto para los condenados a muerte por supuesta "rebelión militar" es decir, los condenados por apoyar a la República durante la guerra civil española (algo sin sentido, porque en aquella época la república era el gobierno y el ejército que los apoyaba era el ejército oficial del país)
- 1958: en la Ciudad del Vaticano, el papa Pío XII fallece a causa de un infarto de miocardio.
- 1961: en la carretera de San Antonio de los Baños a El Rincón, cerca de La Habana (Cuba), asesinan al miliciano Héctor Carratalá Coello.
- 1962: Uganda se independiza del colonialismo británico, de acuerdo con los decretos de la Conferencia de Londres de 1961.
- 1964: a 404 metros bajo tierra, en el área U2p del Sitio de pruebas atómicas de Nevada (a unos 100 km al noroeste de la ciudad de Las Vegas), a las 6:00 (hora local) Estados Unidos detona su bomba atómica Par, de 38 kt. Es la bomba n.º 388 de las 1129 que Estados Unidos detonó entre 1945 y 1992.
- 1965: en el Sitio de pruebas atómicas de Nevada, Estados Unidos detona su bomba atómica n.º 389: Charcoal, de menos de 200 kt.
- 1966: en la guerra de Vietnam, se produce la Masacre de Bihn Tai perpetrada por los imperialistas del ejército de corea del sur a las órdenes de Washington.
- 1967: en La Higuera (Bolivia) un grupo de militares financiados por la CIA asesina de manera ilegal y extrajudicial al Che Guevara y trata de encubrirlo diciendo que "murio en combate".
- 1970: se proclama la República Jemer.
- 1972: Emerson Fittipaldi consigue el Campeonato Mundial de Pilotos de Fórmula 1.
- 1972: Fundación de la localidad de Tolhuin, tercera más importante de Tierra del Fuego en Argentina.
- 1980: el papa Juan Pablo II estrecha la mano del Dalái lama durante una audiencia privada en la Ciudad del Vaticano.
- 1981: en Francia queda abolida la pena de muerte.
- 1983: en Rangún (Birmania), en un intento de asesinato hacia el presidente de Corea del Sur, Chun Doo-hwan, durante una visita oficial a Birmania, se produce el atentado de Rangún, en el que mueren 21 personas.
- 1985: a 371 metros bajo tierra, en el área U12n.20 del Sitio de pruebas atómicas de Nevada (a unos 100 km al noroeste de la ciudad de Las Vegas), a las 12:40 (hora local) Estados Unidos detona su bomba atómica Mill Yard, de 0,075 kt. A las 15:20 detona la bomba Diamond Beech, de 2,5 kt, a 405 metro bajo tierra. Son las bombas n.º 1035 y 1036 de las 1129 que Estados Unidos detonó entre 1945 y 1992.
- 1988: en Valencia se inauguran las primeras líneas subterráneas del metro.
- 1989: Canal Nou empieza sus emisiones en la televisión valenciana.
- 1993: en Panamá (Panamá) se funda la logia masónica Harmony Lodge n.º 18, bajo la jurisdicción de la Gran Logia de Panamá.
- 1997: por los estados de Guerrero y Oaxaca (México) pasa el huracán Paulina, y causa la muerte de entre 230 y 400 personas.
- 1997: en Valencia comienza sus emisiones el canal de televisión Nou Dos.
- 2000: U2 agrupación británica, publica el sencillo promocional "Beautiful day" del álbum " All that you can´t leave behind", La canción fue un éxito comercial, lo que ayudó a lanzar el álbum al estatus de multiplatino,  es uno de los mayores éxitos de U2 hasta la fecha.
- 2001: en Estados Unidos terminan los Ataques con carbunco.
- 2006: el programa argentino Estudio País 24 (presentado por Juan Alberto Badía) comienza sus emisiones a través de Canal 7, la Televisión Pública.
- 2006: la empresa estadounidense Google Inc adquiere el sitio web de videos YouTube.
- 2007: en Buenos Aires (Argentina), el sacerdote argentino Christian Von Wernich, es condenado a reclusión perpetua por 34 casos de privación ilegal de la libertad, 31 casos de tortura y 7 homicidios calificados.
- 2008: la empresa francesa Mandriva publica la versión 2009.0 del software Mandrake Linux o Mandriva Linux.
- 2012: es coronado el Príncipe de Sealand Michael I.
- 2023: en Gaza, en el curso de la guerra entre Hamás e Israel de 2023, las Fuerzas de Defensa de Israel llevaron a cabo un ataque aéreo contra el campo de refugiados de Al-Shati situado al norte de la Franja de Gaza, el ataque destruyó cuatro mezquitas y según los medios palestinos, mató a numerosas personas que se encontraban dentro.[4]
- 2024: Internet Archive sufre una importante filtración de datos, con el robo de 31 millones de contraseñas. Poco después, Wayback Machine se ve afectada por ataques DDOS, lo que hace que el sitio sea inaccesible durante cuatro días mientras los administradores de Internet Archive realizan reparaciones para mejorar la seguridad.[5]

## Nacimientos
- 1201: Robert de Sorbón, religioso francés (f. 1274).
- 1221: Salimbene di Adam, historiador y erudito italiano (f. 1290).
- 1261: Dionisio I de Portugal, rey portugués entre 1279 y 1325 (f. 1325).
- 1328: Pedro I de Chipre, rey chipriota entre 1358 y 1369 (f. 1369).
- 1524: Octavio Farnesio, aristócrata italiano (f. 1586).
- 1581: Claude Gaspard Bachet de Méziriac, matemático francés (f. 1638).
- 1757: Carlos X de Francia, rey francés entre 1824 y 1830 (f. 1836).
- 1777: Gaspar Bertoni, sacerdote y religioso italiano (f. 1853).
- 1782: Lewis Cass, político y militar estadounidense (f. 1866).
- 1801: Auguste Arthur de la Rive, físico francés (f. 1873).
- 1805: Manuel Rivadeneyra, impresor español (f. 1872).
- 1818: Francisco Navarro Villoslada, escritor e ideólogo español (f. 1895).
- 1835: Camille Saint-Saëns, compositor francés (f. 1921).
- 1840: Simeon Solomon, pintor inglés (f. 1905).
- 1846: Julius Maggi, empresario suizo (f. 1912).
- 1848: Caroline Alice Elgar, novelista y poetisa británica (f. 1920).
- 1852: Hermann Emil Fischer, químico alemán, premio Nobel de Química en 1902 (f. 1919).
- 1859: Alfred Dreyfus, militar francés (f. 1935).
- 1863: Aleksandr Ziloti, pianista, director de orquesta y compositor ruso (f. 1945).
- 1866: Enrique Hauser y Neuburger, ingeniero español (f. 1943).
- 1873: Carl Flesch, violinista húngaro (f. 1944).
- 1873: Karl Schwarzschild, astrónomo, matemático y físico alemán (f. 1916).
- 1874: Nicholas Roerich, pintor ruso (f. 1937).
- 1879: Max von Laue, físico alemán, premio Nobel de Física en 1914 (f. 1960).
- 1890: Aimee Semple McPherson, evangelista pentecostal canadiense-estadounidense, fundadora de la Iglesia del Evangelio Cuadrangular. (f. 1944)
- 1892: Ivo Andric, escritor croata (f. 1975).
- 1893: Mário de Andrade, escritor brasileño.
- 1894: Renato Ziggiotti, sacerdote italiano (f. 1983).
- 1894: Miguel Catalán Sañudo, físico español  (f. 1957).
- 1898: Herminio Almendros, pedagogo español  (f. 1974).
- 1902: Freddie Young, director de fotografía británico (f. 1998).
- 1906: Léopold Sédar Senghor, poeta y político senegalés, presidente entre 1960 y 1980 (f. 2001).
- 1906: Wolfgang Staudte, cineasta alemán.
- 1908: Raúl Sapena Pastor, magistrado y diplomático paraguayo (f. 1990).
- 1908: Jacques Tati, cineasta y actor francés (f. 1982).
- 1911: Joe Rosenthal, fotógrafo estadounidense (f. 2006).
- 1911: Luis Santaló, matemático español (f. 2001).
- 1916: Carlos Solé, periodista deportivo uruguayo (f. 1975).
- 1917: José Campillo Sainz, abogado y político mexicano (f. 1998).
- 1918: E. Howard Hunt, espía estadounidense (f. 2007).
- 1918: Lila Kedrova, actriz rusa (f. 2000).
- 1920: Lucy Tejada, pintora colombiana (f. 2011).
- 1920: Yusef Lateef, músico estadounidense (f. 2013).
- 1921: Michel Boisrond, cineasta francés (f. 2002).
- 1922: Olga Guillot, cantante cubana (f. 2010).
- 1922: Mario Clavell, cantante y compositor argentino (f. 2011).
- 1923: Fyvush Finkel, actor estadounidense (f. 2016).
- 1924: Rafael de La-Hoz Arderius, arquitecto español (f. 2000).
- 1926: Juan José Cuadros Pérez, poeta y escritor español (f. 1990).
- 1928: Pat O'Connor, piloto estadounidense de automovilismo (f. 1958).
- 1928: Einojuhani Rautavaara, compositor finlandés (f. 2016)
- 1929: Chucho Ferrer, músico mexicano (f. 2011).
- 1929: Ana Luisa Peluffo, actriz mexicana.
- 1933: Peter Mansfield, físico británico, premio nobel de Medicina en 2003 (f. 2017).
- 1934: Isi Leibler, activista judío australiano-israelí (f. 2021).
- 1934: Jacobo Majluta, político y presidente dominicano en 1982 (f. 1996).
- 1935: Paul Channon, político británico (f. 2007).
- 1935: Ana María Villarreal, guerrillera argentina (f. 1972).
- 1938: Heinz Fischer, político y presidente austríaco desde 2004 hasta 2016.
- 1939: Ernesto Acher, humorista y músico argentino.
- 1940: John Lennon, músico británico, fundador y líder de la banda The Beatles (f. 1980).
- 1941: Chucho Valdés, músico cubano.
- 1944: John Entwistle, bajista británico, de la banda The Who (f. 2002).
- 1944: Francis Girod, cineasta francés.
- 1946: Fernando Brant, poeta, letrista, periodista y guionista brasileño (f. 2015).
- 1946: Carlos López Puccio, músico y humorista argentino, de Les Luthiers.
- 1946: Johannes van Dam, periodista culinario y escritor neerlandés (f. 2013).
- 1947: France Gall, cantante francesa (f. 2018).
- 1948: Oliver Hart, economista estadounidense.
- 1949: Teresa Costantini, actriz argentina.
- 1949: Ángeles Mastretta, escritora mexicana.
- 1950: Jody Williams, profesora estadounidense, premio nobel de la paz en 1997.
- 1952: Sharon Osbourne, presentadora de televisión británica.
- 1952: Miguel Ángel Neira, futbolista chileno.
- 1953: Tony Shalhoub, actor estadounidense.
- 1954: Scott Bakula, actor estadounidense.
- 1955: Linwood Boomer, productor, actor y guionista canadiense, creador de Malcolm in the Middle.
- 1957: Stanley Kwan, cineasta hongkonés.
- 1958: Al Jourgensen, músico estadounidense, de la banda Ministry.

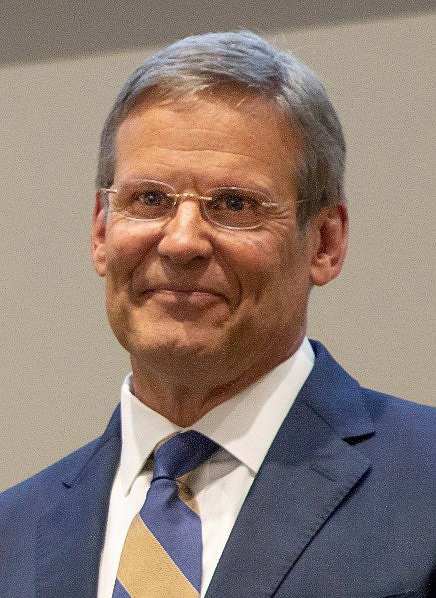
Bill Lee

- 1959: Bill Lee, empresario, ganadero y político estadounidense, Gobernador de Tennessee desde 2019.

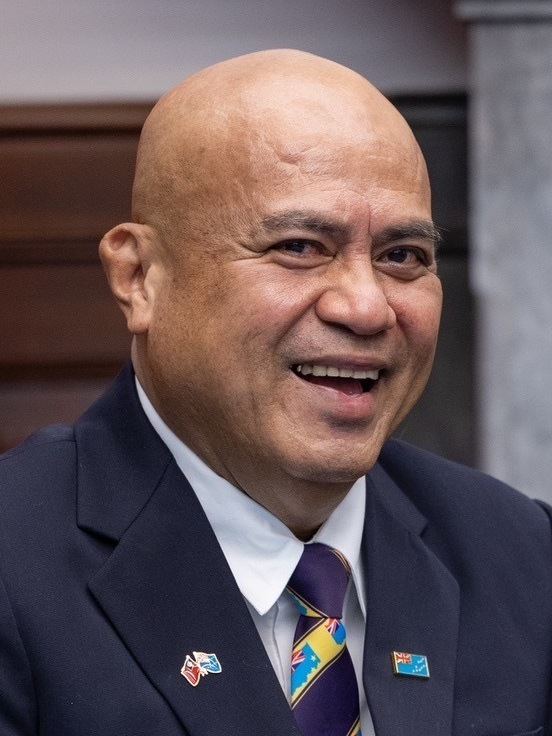
Feleti Teo

- 1962: Jorge Burruchaga, futbolista argentino.
- 1962: Feleti Teo, político tuvaluano, primer ministro de Tuvalu desde 2024.

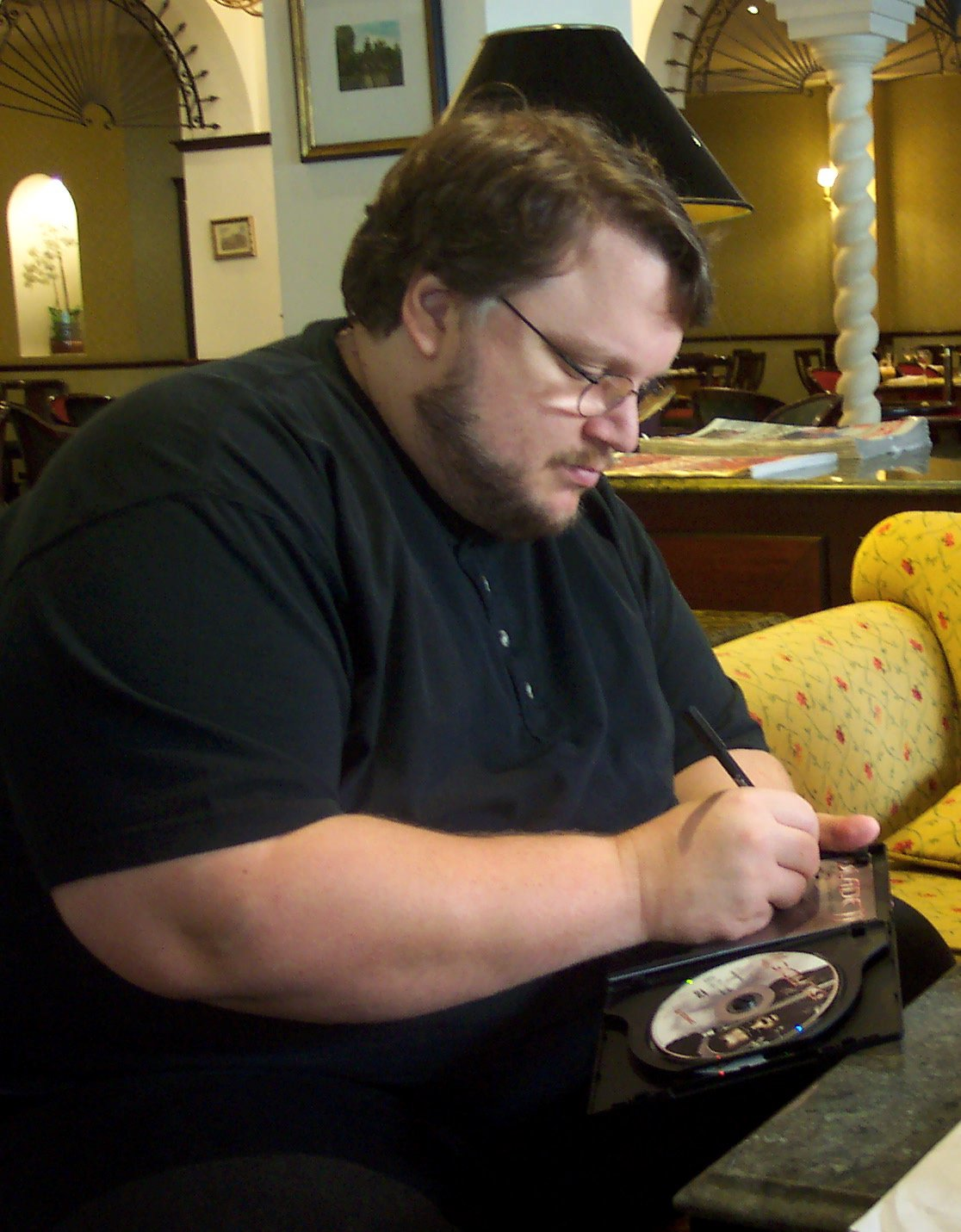
Guillermo del Toro

- 1964: Guillermo del Toro, cineasta mexicano.
- 1964: Martín Jaite, tenista argentino.
- 1965: Doug Powell, músico, apologista y novelista estadounidense.
- 1966: David Cameron, político británico.
- 1966: Marcelo Morales, futbolista argentino.
- 1967: Eddie Guerrero, luchador profesional estadounidense (f. 2005).
- 1967: Gheorghe Popescu, futbolista rumano.
- 1968: Pete Docter, cineasta estadounidense.
- 1968: Lorena Henao Montoya, narcotraficante colombiana (f. 2012).
- 1969: PJ Harvey, cantautora británica.
- 1969: Steve McQueen, artista, cineasta y director británico.
- 1970: Kenny Anderson, baloncestista estadounidense.
- 1970: Annika Sörenstam, golfista sueca.
- 1973: Terry Balsamo, guitarrista estadounidense, de las bandas Limp Bizkit y Evanescence.
- 1973: Erin Daniels, actriz estadounidense.
- 1973: Fabio Lione, cantante italiano, de la banda Rhapsody of Fire.
- 1973: Carlos Pavón, futbolista hondureño.
- 1975: Sean Lennon, músico estadounidense.
- 1975: Albert Serra, cineasta español.
- 1975: Mark Viduka, futbolista australiano.
- 1977: Yafeu Fula, rapero estadounidense (f. 1996).
- 1977: Brian Roberts, beisbolista estadounidense.
- 1977: Emanuele Belardi, futbolista italiano.
- 1978: Nicky Byrne, cantante irlandés, de la banda Westlife.
- 1978: Juan Dixon, baloncestista estadounidense.
- 1979: Chris O'Dowd: comediante y actor irlandés.
- 1979: Brandon Routh, actor estadounidense.
- 1981: Darius Miles, baloncestista estadounidense.
- 1982: Shi Jun, futbolista chino.
- 1982: António Mendonça, futbolista angoleño.
- 1982: El Kanka, cantante y compositor español.
- 1983: Ana Katalina Torres, es una modelo y presentadora de televisión colombiana.
- 1983: Andreas Zuber, piloto de carreras austriaco.
- 1985: Alberto Garzón, político español.
- 1986: Laure Manaudou, nadadora francesa.
- 1990: André Ettienne, futbolista trinitense.
- 1993: Jonny Williams, futbolista galés.
- 1993: Victor Vinícius Coelho dos Santos, futbolista brasileño.
- 1994: Jodelle Ferland, actriz canadiense.
- 1996: Bella Hadid, modelo estadounidense.
- 1996: Cole Preston, músico estadounidense, componente de la banda Wallows.
- 1996: Jacob Batalon, actor estadounidense.
- 2000: Theo Arribage, tenista francés.
- 2004: Sebastian Rojas Arce,[6] influencer de Instagram

## Fallecimientos
- 892: Al-Tirmidhi, erudito persa (n. 824).
- 1253: Roberto Grosseteste, obispo y filósofo inglés (n. 1175).
- 1273: Isabel de Baviera, reina de Alemania (n. 1227).
- 1390: Juan I de Castilla, último rey castellano coronado solemnemente (n. 1358).
- 1562: Gabriel Falopio, anatomista y médico italiano (n. 1523).
- 1581: Luis Bertrán, religioso español (n. 1526).
- 1586: Juan Coloma y Cardona, noble, escritor y militar español (n. hacia 1522).
- 1646: Baltasar Carlos de Austria, príncipe español (n. 1629).
- 1691: William Sacheverell, político inglés (n. 1638).
- 1729: Richard Blackmore, poeta, religioso y médico británico (n. 1654).
- 1734: Martín Martínez, médico y filósofo español (n. 1684).
- 1797: Vilna Gaon, rabino lituano (n. 1720).
- 1831: Juan Antonio Capo d'Istria, político griego, primer presidente de su país (n. 1776).
- 1841: Friedrich Schinkel, arquitecto alemán (n. 1781).
- 1841: Juan Galo de Lavalle, político y militar argentino (n. 1797).
- 1847: Pierre Berthezène, militar francés (n. 1775).
- 1872: Johann Heinrich Grüneberg, cocinero alemán (n. 1819).
- 1918: Raymond Duchamp-Villon, escultor francés (n. 1876).
- 1932: Carmen de Burgos, periodista, escritora y feminista española (n. 1867).
- 1932: José Lassalle (58), director de orquesta y compositor español (f. 1874); fallecido por ACV, casado con la cantante María Kuznetzova.
- 1934: Alejandro I, rey yugoslavo (n. 1888).
- 1934: Julián Alfredo, religioso español (n. 1903).
- 1934: Louis Barthou, político francés (n. 1862).
- 1934: Héctor Valdivielso Sáez, religioso argentino (n. 1910).
- 1936: Antonio José Martínez Palacios, compositor español (n. 1902).
- 1943: Pieter Zeeman, físico neerlandés, premio Nobel de Física en 1902 (n. 1865).
- 1945: Gottlieb Hering, oficial de las SS (n. 1887).
- 1948: Martín Doello Jurado, biólogo, paleontólogo y oceanógrafo argentino (n. 1884).
- 1950: Demetrio Herrera Sevillano, poeta panameño (n. 1902).
- 1950: Nicolai Hartmann, filósofo alemán (n. 1882).
- 1953: Jimmy Finlayson, actor estadounidense de origen escocés (n. 1887).
- 1956: Marie Doro, actriz estadounidense (n. 1882).
- 1958: Pío XII, religioso italiano, papa católico (n. 1878).
- 1962: Milan Vidmar, ingeniero eléctrico y ajedrecista esloveno (n. 1885).
- 1965: Juan Andreu Almazán, militar, empresario y político mexicano (n. 1891).
- 1967: Ricardo Castro Beeche, político y periodista costarricense (n. 1894).
- 1967: Ernesto Che Guevara, revolucionario y guerrillero argentino-cubano (n. 1928).
- 1967: Cyril Norman Hinshelwood, químico británico (n. 1897).
- 1970: Jean Giono, escritor francés (n. 1895).
- 1970: Louis Pasteur Vallery-Radot, médico francés (n. 1886).
- 1972: Miriam Hopkins, actriz estadounidense (n. 1902).
- 1974: Pedro Bosch Gimpera, prehistoriador español (n. 1891).
- 1974: Oskar Schindler, empresario alemán, salvador de judíos (n. 1908).
- 1978: Jacques Brel, cantautor y actor belga (n. 1929).
- 1981: Julio Libonatti, futbolista argentino (n. 1901).
- 1987: William Parry Murphy, médico estadounidense, premio nobel de medicina en 1934 (n. 1892).
- 1988: Felix Wankel, ingeniero alemán, inventor del motor rotativo Wankel (n. 1902).
- 1992: Juan Manuel Suárez Fernández, bajista y cantante del grupo Eskorbuto (n. 1962).
- 1999: João Cabral de Melo Neto, poeta brasileño (n. 1920).
- 1999: Milt Jackson, vibrafonista estadounidense de jazz (n. 1923).
- 1999: Morris West, escritor australiano (n. 1916).
- 2001: Herbert Ross, cineasta estadounidense (n. 1927).
- 2001: Dagmar, actriz y modelo estadounidense (n. 1921).
- 2002: Aileen Carol Wuornos, asesina en serie estadounidense (n. 1956).
- 2006: Danièle Huillet, cineasta francesa (n. 1936).
- 2008: Nicolás Casullo, escritor, ensayista y novelista argentino (n. 1944).
- 2009: Arturo Cavero Velázquez, cantante peruano de música criolla (n. 1940).
- 2009: Horst Szymaniak, futbolista alemán (n. 1934).
- 2010: Maurice Allais, economista y físico francés (n. 1911).
- 2011: Liliana Serantes, actriz, locutora y directora argentina (n. 1960).
- 2013: Wilfried Martens, político belga (n. 1936)
- 2015: Geoffrey Howe, político británico (n. 1926).
- 2016: René Avilés Fabila, escritor mexicano (n. 1940)
- 2017: Fernando de Szyszlo, artista plástico peruano (n. 1925).
- 2017: Armando Calderón Sol, político salvadoreño, presidente de El Salvador entre 1994 y 1999 (n. 1948).
- 2018: Thomas A. Steitz, químico estadounidense, premio nobel de química en 2009 (n. 1940).
- 2019: Louis-Christophe Zaleski-Zamenhof, ingeniero civil y marino polaco (n. 1925).
- 2021: Abolhasán Banisadr, político iraní, presidente de Irán entre 1980 y 1981 (n. 1933).
- 2022: Andrés Cuervo (34), cantante, compositor y modelo colombiano (n. 1982).
- 2024: Ratan Tata, magnate indio (n. 1937).
- 2024: Elisa Montés, actriz española (n. 1934).

## Celebraciones
- Día Mundial del Correo. Se celebra desde 1969, establecido por la Unión Postal Universal (UPU) en un congreso celebrado en Tokio (Japón).
(en inglés: World Post Day).

Compartidas
- Unión Europea:
  - Día Europeo del Arte Rupestre.

- Estados Unidos,  Islandia y  Noruega:
  - Día de Leif Erikson.

- Canadá y  Estados Unidos:
  - Día de Prevención de Incendios.

 Por países
(Por orden alfabético)
- Argentina:
  - Día del Guardaparque Nacional.[7][8]
  - Día del Técnico de Laboratorio.[7]Un día como hoy de 1898 se aprobaron los planes de estudio de Mecánica, Química y Construcciones, elaborados por el ingeniero Otto Krause. Un año después, Krause fundó la primera escuela técnica de Argentina, que hoy lleva su nombre.
    -  Misiones: 
      - Aniversario del Parque Nacional Iguazú.[7]Instituido por la Administración de Parques Nacionales para homenajear a los guardaparques nacionales. Recuerda la fecha de 1934 en que se sancionó la Ley 12.103, primera Ley de Parques Nacionales. Además, por esa misma ley, se creaba el Parque Nacional Iguazú en la provincia de Misiones, para conservar una superficie de 67.698 hectáreas de Selva Paranaense o Bosque Atlántico del Alto Paraná (hace ya 90 años).
      - Aniversario de la Declaración del Parque Nacional Iguazú como Sitio de Patrimonio Mundial por la UNESCO,[7]en 1984 (hace ya 40 años).
      - Día del Futbolista Misionero.[7]El sábado 9 de octubre de 1971 (hace ya 53 años) el club Guaraní Antonio Franco jugó su primer partido oficial, por los puntos, frente a uno de los equipos más grandes del fútbol argentino: Boca Juniors. Se instituyó este día en 2020 por la Legislatura provincial.

    -  Corrientes: 
      - Aniversario de San Miguel.[9]
Fundación: 9 de octubre de 1827 (hace ya 197 años).

    -  Santa Cruz: 
      -  Día del Escudo de la Provincia de Santa Cruz.[10]

    -  Tierra del Fuego: 
      -  Fundación de la ciudad de Tolhuin, tercera más importante de Tierra del Fuego.[11]
Aniversario: 9 de octubre de 1972 (hace ya 52 años).

- Corea del Sur:
  - Día del Alfabeto Coreano.

- España:
  - Día de la Comunidad Valenciana.

- Estados Unidos:
  - Día Nacional de la Nanotecnología.
(en inglés: NanoDay).
  - Día de los Eventos Curiosos.
(en inglés: Curious Events Day).
  - Día de la Prevención de Incendios.
(en inglés: Fire Prevention Day).

- Rumania:
  - Día Nacional de Conmemoración del Holocausto.

- Uganda:
  - Día de la Independencia.

### Santoral católico
- San Abraham, patriarca.[12]
- San John Henry Newman.
- San Bernardo de Rodez.
- San Deusdedit de Montecasino.

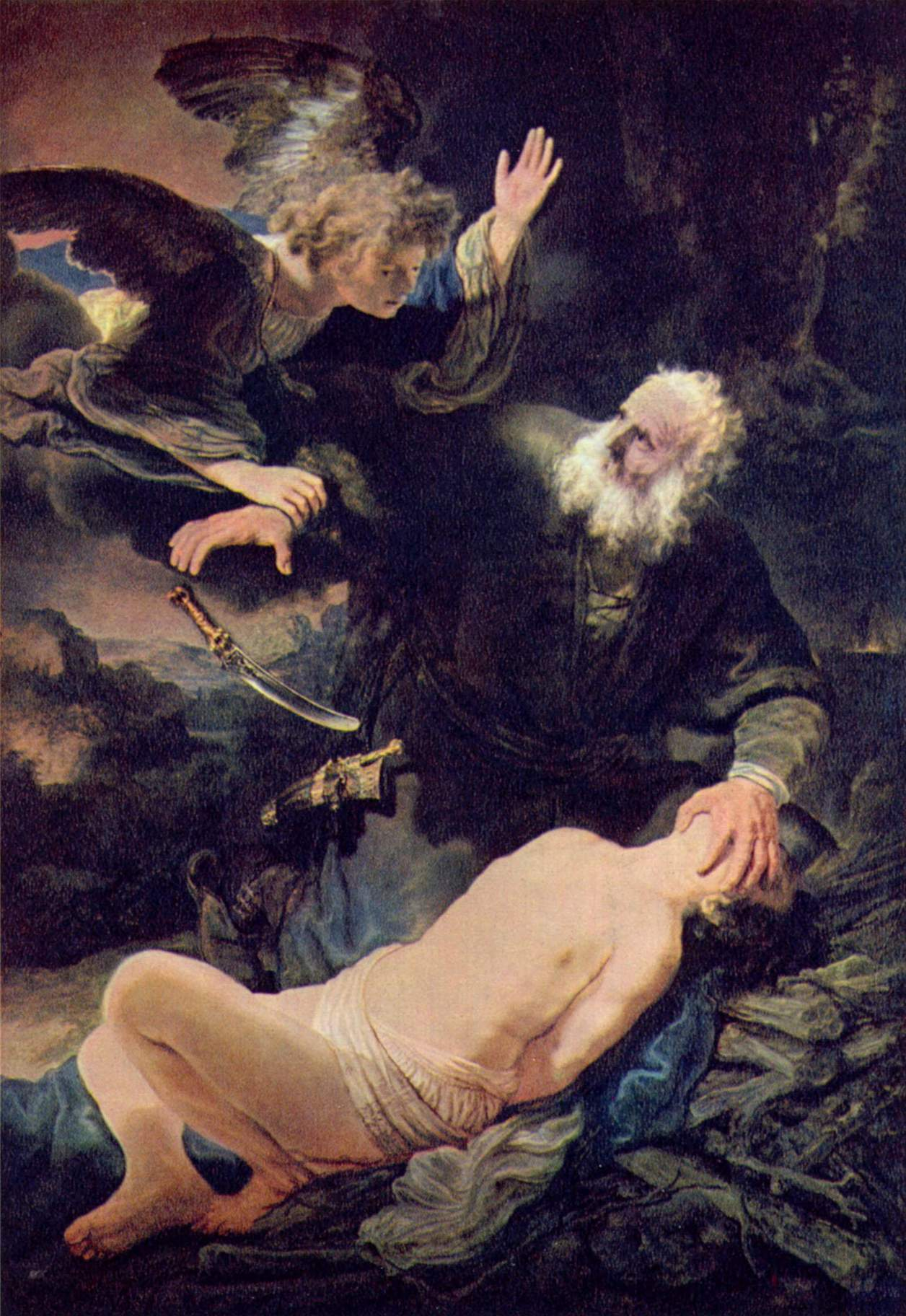
Abraham a punto de sacrificar a Isaac y la intervención del ángel. Óleo por Rembrandt.

- San Dionisio de París y compañeros.
- San Domino de Julia.
- San Gisleno de Hainaut.
- San Guntero de Brevnov.
- San Juan Leonardi.
- San Luis Bertrán.
- Santa Publia de Antioquía.
- San Sabino de Bigorre.
- Mártires de Turón, ejecutados en la Revolución de Asturias (9 de octubre de 1934):
  - San Benjamín Julián.
  - San Victoriano Pío.
  - San Inocencio de la Inmaculada Concepción.
  - San Augusto Andrés.
  - San Julián Alfredo.
  - San Marciano José.
  - San Cirilo Beltrán.
  - San Aniceto Adolfo.
  - San Héctor Valdivielso Sáez.